# 鶴林寺駅
鶴林寺駅（かくりんじえき）は、かつて兵庫県加古川市加古川町北在家に設置されていた、日本国有鉄道（国鉄）高砂線の駅（廃駅）である。駅名の由来である鶴林寺が、駅の目の前にあった。
本稿では、当駅附近にあった北在家停留場についても記述する。

## 歴史
当駅の近くには、戦時中に廃止された北在家駅（北在家停留場）があった。
- 1915年（大正4年）1月26日：播州鉄道の北在家停留場が開業[1]。
- 1923年（大正12年）12月21日：播丹鉄道に譲渡。
- 1928年（昭和3年）8月3日：駅に昇格、北在家駅となる[1]。
- 1933年（昭和8年）4月24日：停留場に降格、北在家停留場に戻る[1]。
- 1943年（昭和18年）6月1日：播丹鉄道線の国有化時に、北在家停留場が廃止[1]。
- 1955年（昭和30年）2月10日：鶴林寺駅が、日本国有鉄道の旅客駅として新規開業[1]。気動車の旅客のみを取り扱う駅員無配置駅[2]。
- 1984年（昭和59年）12月1日：高砂線の全線廃止に伴い、廃駅となる[1]。

## 駅構造
1面1線の単式ホームを有していた地上駅で、無人駅であった。

## 駅周辺
- 鶴林寺
- 国道250号
- 神鋼鋼線工業尾上事業所

## 隣の駅
日本国有鉄道
高砂線
野口駅 - 鶴林寺駅 - 尾上駅